# 耶律佛宝奴
耶律佛宝奴（989年—？），为辽朝皇子，辽圣宗子。母亲不详。
统和七年（989年）耶律佛宝奴出生，是辽圣宗有记载的儿子中最年长的。他很可能早夭，后来耶律宗真序齿为第一子。

## 資料
1. ↑  《辽史 第十二卷 本纪第十二 圣宗三》七年......二月......丁丑，皇子佛宝奴生。